# Franz Richard Neubauer
Franz Richard Neubauer (ur. 3 kwietnia 1887 w Gdańsku-Oruni, zm. 1983) – inżynier elektryk, boliwijski i panamski urzędnik konsularny.
Uzyskał wykształcenie na uczelniach Berlina, Brunszwiku i Gdańska. Był zatrudniony w kilku przedsiębiorstwach energetycznych w Gdańsku, przedsiębiorca. Poseł do Volkstagu WMG (Zgromadzenie Ludowe, parlament) (1920-1930), również jako jego wiceprezydent (do 1927). Był członkiem Izby Handlowej oraz pełnił funkcję konsula Boliwii (1927-1938) i konsula Panamy (1925-1933) w Gdańsku. Po wojnie mieszkał w Hagen (1977).